# Over Top
Over Top (オーバートップ?, Ōbā Toppu) è un videogioco arcade di genere simulatore di guida con visuale isometrica, sviluppato da ADK e pubblicato nel 1996 da SNK su Neo Geo e la sua controparte casalinga Neo Geo CD.

## Modalità di gioco
In Over Top, il giocatore è chiamato a partecipare ad una gara automobilistica senza esclusione di colpi. La gara in questione si svolge lungo un percorso a senso unico, suddiviso in diversi tratti paesaggistici separati da tunnel. Sono disponibili otto differenti veicoli, ognuno più adatto a un ambiente specifico. Partendo in quarta posizione, il duplice obiettivo del giocatore è tagliare il traguardo per primo e ottenere il miglior tempo complessivo.
Ogni tratto ha le proprie condizioni meteorologiche che influenzano il modo in cui l'auto viene controllata, oltre a scorciatoie per ottenere un vantaggio sugli avversari. Il titolo utilizza dei checkpoint in cui il giocatore guadagna secondi extra raggiungendo un tunnel alla fine di ogni tratto. Se non si riesce a raggiungere un checkpoint, si verifica una schermata di game over, a meno che il giocatore non inserisca altri crediti per continuare a giocare.

## Accoglienza
Over Top ricevette un'accoglienza mista da parte della critica sin dalla sua uscita. Kyle Knight di AllGame ne ha elogiato la grafica, il gameplay e il valore di rigiocabilità, ma ha criticato la sequenza CGI introduttiva per essere stata realizzata male. Andreas Knauf di MAN!AC ha paragonato il gioco negativamente a Neo Drift Out: New Technology, criticando la grafica e il sound design in stile Sega Mega Drive, così come i controlli semplici.